# Gunther Uhlmann

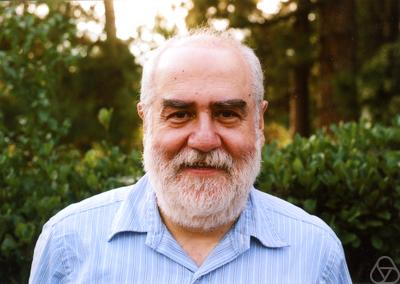
Gunther Uhlmann

Gunther Alberto Uhlmann Arancibia (* 9. Februar 1952 in Quillota) ist ein chilenisch-US-amerikanischer Mathematiker, der sich mit Analysis beschäftigt.
Uhlmann studierte an der Universität von Santiago de Chile, wo er 1973 sein Mathematikdiplom erwarb (Licendiado en Matemáticas). 1976 wurde er am Massachusetts Institute of Technology bei Victor Guillemin promoviert (Hyperbolic pseudodifferential operators with double characteristics). Als Post-Doc war er an der Harvard University und am Courant Institute of Mathematical Sciences of New York University. Ab 1978 war er Instructor und ab 1980 Assistant Professor am MIT. 1984 wurde er Associate Professor und 1987 Professor an der University of Washington (ab 2006 Walker Family Endowed Professor in Mathematics). Seit 2010 ist er außerdem Professor an der University of California, Irvine. Er war unter anderem Gastprofessor am MSRI, dem Isaac Newton Institute, an der University of California, Berkeley, verschiedenen Universitäten in Südamerika und der University of Chicago.
Uhlmann befasste sich mit partiellen Differentialgleichungen und mikrolokaler Analysis mit Anwendung in Licht-Brechung an Kegeln. Bekannt ist er für seine Arbeiten über inverse Probleme, wie dem inversen Problem von Alberto Calderon (electrically impedance tomography, elektrische Impedanz Tomographie), aus den Spannungs-Strom Beziehungen auf dem Rand eines Gebietes auf die elektrische Leitfähigkeit im Innern zu schließen. In jüngster Zeit befasste er sich der mathematischen Behandlung von Unsichtbarkeit in der Optik, dessen Realisierbarkeit mit neuartigen Metamaterialien zuvor von den Physikern Ulf Leonhardt und John Pendry untersucht wurde.
2001/2 war er Guggenheim Fellow und 1984 Sloan Research Fellow. 1998 war er Invited Speaker auf dem Internationalen Mathematikerkongress in Berlin (Inverse boundary value problems for partial differential equations). Uhlmann ist Fellow der American Academy of Arts and Sciences (2009), SIAM-Fellow (2010) und korrespondierendes Mitglied der Chilenischen Akademie der Wissenschaften. 2011 erhielt er den Bôcher Memorial Prize mit Assaf Naor. Er ist Fellow der American Mathematical Society. Er war Clay Senior Scholar im Herbst 2019. Für 2021 erhielt er den George-David-Birkhoff-Preis zugesprochen. 2023 wurde Uhlmann zum Mitglied der National Academy of Sciences gewählt.